# Armoriale delle famiglie italiane (Mor-Moz)
Questo è l'armoriale delle famiglie italiane il cui cognome inizia con le lettere che vanno da Mor a Moz.

## Armi

### Mora
| Stemma | Casato e blasonatura |
| ------ | --- |
|        | Mora (Messina, Vicenza, Venezia) interzato in fascia al 1° d'oro all'aquila bicipite spiegata di nero, membrata, imbeccata e coronata d'oro in ambo le teste; al 2° d'argento, al leone leopardito di rosso, tenente nella destra alzata tre rose dello stesso; al 3° bandato di rosso e d'argento (citato in DAlena e in Mango) Immagine in Blasoni Venetia. |
|        | Mora (Mantova) aquila di nero su oro - leone passante di rosso ramo di mora fruttato di nero in destra su argento - bandato di rosso e di argento (citato in LEOM) |
|        | Mora (Cesena) (la blasonatura non è stata ancora caricata) (citato in BLCW) Immagine in Blasone Cesenate. |
|        | Morabito (Messina) partito: nel 1° d'azzurro, alla testa di moro al naturale; nel 2° d'azzurro, con l'angelo d'argento, suonante una tromba d'oro, ed il capo dello scudo dello stesso, caricato dal braccio destro d'azzurro, impugnante una palla d'argento (citato in Mango) |
|        | Morales (Spagna, Aosta) Titolo: signori di Borgo d'Ale, Cigliano, Cly Inquartato, al 1° e 4° d'argento, a tre bande di nero, al 2° e 3° d'argento, al gelso di verde alias Inquartato, al 1° e 4° d'oro, al gelso di verde, nutrito sulla pianura erbosa, al 2° e 3° d'argento, a tre fasce di nero, sul tutto d'oro, all'aquila di nero, armata, membrata e coronata del campo (citato in (28)) |
|        | Morali (San Miniato, Firenze) Trinciato d'argento e di rosso, al leone attraversante dell'uno nell'altro (citato in (26)) alias Trinciato d'argento e di rosso, al leone attraversante dell'uno nell'altro, con il capo di Santo Stefano (citato in (26)) leone rampante trinciato di rosso e di argento su trinciato di argento e di rosso - capo di Santo Stefano (citato in LEOM) (Immagine nella Raccolta stemmi Trippini (JPG).) |
|        | Morana (Caltagirone, Trapani) di rosso, alla fascia d'oro, caricata di cinque stelle d'azzurro, accompagnate da un monte d'oro di cinque cime movente dalla punta, ed una colomba d'argento con un ramo d'olivo nel becco posta sulla sommità (citato in Mango) |
|        | Morandi d'oro, a tre teste di moro attortigliate d'argento (citato in (5) - pag. 110) |
|        | Morandi d'argento, all'albero moro di verde, nodrito alla campagna semipartita d'azzurro, e di rosso (citato in (5) – pag. 158) |
|        | Morandi (Cesena) (la blasonatura non è stata ancora caricata) (citato in BLCW) Immagine in Blasone Cesenate. |
|        | Morandi (Bologna) di rosso, all'albero di Moro sostenuto da due leoni controrampanti, il tutto d'oro; al capo d'Angiò, abbassato sotto il capo dell'impero (citato in (9) – pag. 552) |
|        | Morandi (Firenze) D'argento, al gatto rampante di nero sormontato da una stella a otto punte d'oro, e alla fascia diminuita attraversante di rosso alias D'argento, al gatto rampante di nero sormontato da una stella a otto punte d'oro, e alla banda diminuita attraversante di rosso (citato in (26)) |
|        | Morandi (Piacenza) fascia di verde bordata di rosso su troncato di oro e di argento - aquila bicipite di nero posta sulla fascia coronata su ambo le teste di oro su oro - testa di moro al naturale di profilo attorcigliata di argento su argento (citato in LEOM) |
|        | Morandi (Piacenza) 3 teste di moro di profilo al naturale attorcigliate di argento poste in fascia su rosso (citato in LEOM) |
|        | Morandi Bonacossi (Venezia, Malo) albero di gelso (moro) di verde su argento uscente da - campagna partita di azzurro e di rosso (citato in LEOM) |
|        | Morandi del Lion d'Oro (Firenze) D'oro, alla fascia diminuita d'azzurro, accompagnata da tre teste di moro di nero, attortigliate d'argento, 2.1, le due affrontate e l'una rivolta (citato in (26)) |
|        | Morandini (Firenze) D'oro, alla fascia alzata di nero accompagnata in capo da un busto di moro al naturale, vestito di rosso, nascente dalla pezza, e in punta da un albero sradicato, pure al naturale (citato in (26)) |
|        | Morandini (Pisa) D'oro, all'albero di pino sradicato al naturale, e al capo del campo, caricato di una testa di moro al naturale (citato in (26)) |
|        | Morando o Morandi (Bologna) Titolo: signori di Sambuco Di rosso, all'albero di gelso al naturale, sostenuto da due leoni d'oro controrampanti e affrontati, con il capo d'Angiò Motto: Vicissim (citato in (28)) |
|        | Morando (Genova, Pozzolo Formigaro) Titolo: signori di Pozzolo Formigaro, Villa dei Serbari (Tortona); patrizi genovesi D'oro, a tre teste di moro, di nero, bendate d'argento (citato in (28)) 3 teste di moro al naturale attorcigliate di argento di profilo poste 2,1 su oro (citato in LEOM) alias D'azzurro, allo scaglione d'argento, accostato in capo da tre stelle d'oro, male ordinate, in punta da una testa di moro al naturale, sorgente dalla punta, di fronte (citato in (28)) scaglione di argento su azzurro - 3 stelle (5 raggi) di oro poste 1,2 in alto su azzurro - busto di moro al naturale in maestà uscente dalla punta su azzurro (citato in LEOM) |
|        | Morando (Ovada) D'oro, a tre teste di moro bendate al naturale, poste 2, 1 (citato in (37)) |
|        | Morando de Rizzoni (Verona) scaglione di rosso su argento cimato da - stella (6 raggi) di rosso accompagnata da - 3 ricci spinosi al naturale passanti posti 2,1 su argento - aquila bicipite di nero su oro in capo (citato in LEOM) |
|        | Morano (Catanzaro) D'azzurro alla banda d'oro caricata da tre rose di rosso (citato in DAlena e in BLCL) |
|        | Morano (Sicilia) Titolo: barone della Ganzaria, Saline di Trapani di rosso, con una fascia d'oro, caricata da cinque stelle d'azzurro, accompagnata da un monte d'oro di cinque cime movente dalla punta, ed una colomba d'argento con ramo d'oliva nel becco, posta sulla sommità (citato in (32)) Corona di barone Notizie storiche in Famiglie nobili di Sicilia. |
|        | Morar d'Arces (Guienna, Delfinato) D'azzurro, al cantone d'oro, sinistrato da una rosa d'argento (citato in (28)) |
|        | Moratini d'oro, alla fascia diminuita d'azzurro, sostenente nel capo un'aquila spiegata e coronata di nero, e accostata in punta da un albero moro di verde, coricato e sradicato (citato in (5) - pag. 122) |
|        | Moratini (Cesena) (la blasonatura non è stata ancora caricata) (citato in BLCW) Immagine in Blasone Cesenate. |
|        | Morazzi (Cesena) (la blasonatura non è stata ancora caricata) (citato in BLCW) Immagine in Blasone Cesenate. |

### Morb
| Stemma | Casato e blasonatura |
| ------ | --- |
|        | Morbello o Murelli (già Sommariva), (Lodi) Titolo: signori di Morbello; consignori di Rivalta Bormida D'argento, alla banda di rosso alias D'oro, alla banda d'azzurro, con il leone coronato, di rosso, attraversante (citato in (28)) |
|        | Morbilli (Napoli, Portici) Titolo: patrizio di Salerno, nobile Romano, nobile di Sant'Angelo di Frosolone d'azzurro all'albero di ulivo al terrazzo di verde sostenuto da due leoni d'oro linguati di rosso, accompagnato da tre stelle d'oro in fascia, con la fascia di rosso attraversante il tutto (citato in (29)) fascia di rosso su - albero di olivo al naturale su terrazzo di verde accompagnato da - 2 leoni controrampanti di oro tutto su azzurro - 3 stelle (8 raggi) di oro poste in fascia in alto su azzurro (citato in LEOM) alias d'azzurro a due leoni d'oro controrampanti ad un ulivo di verde, con la banda alzata, di rosso caricata di tre stelle d'oro, attraversante l'ulivo (citato in (31)) Notizie storiche in Nobili napoletani. |
|        | Morbio e Morbio Zapelloni (Novara, Milano, Pavia, Lodi, San Francisco (USA)) Titolo: signori di Marangana D'argento, a tre bande di nero, con il capo d'oro, carico di un'aquila coronata, di nero (citato in (28)) 3 bande di nero su argento - aquila coronata di nero su oro in capo (citato in LEOM) |

### Morc
| Stemma | Casato e blasonatura |
| ------ | --- |
|        | Morcaldi (Napoli) Titolo: conti d'argento alla mano di carnagione, accompagnata da tre stelle d'azzurro in fascia, in punta da un leone passante al naturale (citato in (29)) mano destra di carnagione appalmata in palo accompagnata in alto da - 3 stelle (6 raggi) di azzurro poste in fascia e in basso da - leone passante al naturale tutto su argento (citato in LEOM) |
|        | Morchi (Pisa) Di rosso, alla banda d'oro (citato in (26)) |
|        | Morchiani o Morchiani di Pistoia (Toscana) (DE) In Silber 1 roter Zwillingspfahl, 1 naturfarbenen Hammer in der Bruststelle umschließend (citato in KHIF) |
|        | Morchiosi (Pistoia) Sbarrato di sei pezzi di verde e di rosso, al capo d'oro caricato di un crescente montante d'azzurro (citato in (26)) |

### Mord
| Stemma | Casato e blasonatura |
| ------ | --- |
|        | Mordax (Trieste) 2 scuri (mannaie) di argento manicate di oro incrociate su nero - 2 tassi passanti al naturale su terrazzo di verde su rosso affrontati alla tedesca (citato in LEOM)                                                                     |
|        | Mordini (Pisa, Firenze) Troncato: nel 1º d'argento, alla torre di rosso, murata di nero, fondata sulla partizione; nel 2º d'azzurro, al leopardo illeonito d'oro, tenente in sbarra una spada dello stesso, nell'atto di morderne la lama (citato in (26)) |
|        | Mordini (Pisa) torre a 3 palchi merlata alla ghibellina di rosso uscente dalla troncatura su argento - leopardo illeonito di oro tenente con la zampa destra e appoggiata alla spalla una spada posta in sbarra al naturale su azzurro (citato in LEOM)    |

### More
| Stemma | Casato e blasonatura |
| ------ | --- |
|        | More (Bergamo) 3 teste e colli di moro al naturale in maestà posti 2,1 su rosso - grifo rampante nascente dalla partizione di oro tenente in destra un dardo dello stesso su azzurro - aquila bicipite di oro su azzurro - colonna fondata su 3 monti rocciosi al naturale uscenti dalla punta tutto di argento su rosso (citato in LEOM) |
|        | Morelli (Fiesole) D'argento, alla testa di moro al naturale, attortigliata del campo, la benda caricata di tre lettere T di nero alias D'argento, alla testa di moro al naturale, attortigliata del campo, la benda caricata di tre martelli di nero (citato in (26)) |
|        | Morelli (Firenze) testa di moro di profilo al naturale attorcigliata di argento su argento (citato in LEOM) |
|        | Morelli (Firenze) Di rosso, a due branche di leone decussate d'oro (citato in (26)) alias Di rosso, a due branche di leone decussate d'oro, sormontate da un rocco di scacchiere dello stesso (citato in (26)) (DE) In Rot 2 gekreuzte abgerissene goldene Löwenpranken, oben begleitet von 1 goldenen Schachroch (citato in KHIF) alias Di rosso, a due branche di leone decussate d'oro, e allo scudetto del Popolo fiorentino posto nel capo (citato in (26)) alias Di rosso, a due branche di leone decussate d'oro, con il capo d'Angiò (citato in (26)) alias Di rosso, a due branche di leone decussate d'oro, sormontate da un rocco di scacchiere dello stesso, il tutto abbassato sotto un'aquila bicipite di..., posta in capo (citato in (26))                                                                                                   |
|        | Morelli (Toscana) (DE) In Rot 2 gekreuzte abgerissene goldene Löwenpranken, begleitet oben von 1 achtstrahligen goldenen Stern, unten von 1 goldenen Lilie (citato in KHIF) |
|        | Morelli (Firenze) D'azzurro, allo scaglionetto riverso d'argento, e al capo dello stesso alias D'azzurro, allo scaglionetto riverso d'argento, e al capo d'oro (citato in (26)) |
|        | Morelli (Pescia, Pistoia) D'azzurro, alla testa di moro al naturale, attortigliata d'argento, talvolta rivolta (citato in (26)) alias D'azzurro, alla testa di moro al naturale, bendata d'argento, talvolta rivolta (citato in (26)) (DE) In Blau 1 linksgewendeter schwarzer Mohrenkopf mit silbernem Stirnreif (citato in KHIF) |
|        | Morelli (Cosenza) D'azzurro al leone d'oro rampante ad una torre dello stesso aperta, finestrata e muragliata del campo (citato in DAlena e in BLCL) |
|        | Morelli (Cosenza) D'azzurro al leone rampante ad una torre dello stesso finestrata del campo e muragliata di nero (citato in DAlena e in BLCL) |
|        | Morelli (Catanzaro) Di verde al leone d'oro rampante ad una torre dello stesso muragliata di nero, aperta e finestrata del campo (citato in DAlena e in BLCL) |
|        | Morelli (Todi) Titolo: Nobili di Todi Troncato da una fascia d'oro. Il 1° di rosso a tre chiodi della passione; il 2° d'azzurro alla rosa d'argento (citato in DAlena) fascia di oro su troncato di rosso e di azzurro - 3 chiodi incrociati di nero su rosso - rosa di argento su azzurro (citato in LEOM) |
|        | Morelli (Canale, Asti) Titolo: conti di Aramengo; consignori di Cocconato D'argento, al leone d'azzurro, armato e linguato di rosso (citato in (28)) |
|        | Morelli o Morello (Balzola, Casale) Titolo: marchesi di Ticineto; conti di Popolo D'azzurro, al morone al naturale, accostato da due stelle d'oro, con il capo d'oro, carico di una testa di moro, fasciata di bianco, al naturale (citato in (28)) |
|        | Morelli (Torino) Titolo: conti Troncato d'argento e di verde. al morettino al naturale, a cavallo di un leone d'oro, illeopardito (citato in (28)) fanciullo moro al naturale cavalcante un - leone passante di oro sul verde del - troncato di argento e di verde (citato in LEOM) alias Di rosso, a due branche di leone, d'oro, decussate, sormontate da un giglio, d'oro (citato in (28)) alias Di rosso, a due branche di leone, d'oro, decussate, sormontate da un giglio, d'argento (citato in (28)) 2 zampe di leone incrociate di oro sormontate da - giglio di argento tutto su rosso (citato in LEOM) |
|        | Morelli o Morello Di rosso, a due branche di leone decussate, sormontate da due piume (?), infilate in una corona, il tutto d'oro (citato in (28)) |
|        | Morelli (Bricherasio) Troncato d'oro e di rosso, con la banda d'azzurro, attraversante (citato in (28)) |
|        | Morelli (Napoli, Nola) Titolo: marchese, nobile inquartato 1° e 4° d'azzurro all'aquila d'oro, 2° e 3° d'argento al cavallo morello di nero, pila d'azzurro al capo caricata di una stella d'oro (citato in (29)) aquila coronata di oro su azzurro - cavallo morello fermo di nero su argento - stella (8 raggi) di oro su triangolo acuto di azzurro uscente dal capo e dalla partizione punta verso il cavallo su argento (citato in LEOM) alias di rosso al leone sinistrochero d'oro coronato rivoltato sostenente con le branche anteriori una torre di tre pezzi tutti d'oro (citato in (29)) leone rampante rivolto coronato di oro sostenente un castello a 3 torri dello stesso su rosso (citato in LEOM) |
|        | Morelli (Napoli, Nola) leone rampante coronato di oro castello (3 torri) dello stesso in destra su rosso (citato in LEOM) |
|        | Morelli (Spoleto) banda di nero su - leone rampante di oro su azzurro - cometa in banda di oro in alto a sinistra su azzurro (citato in LEOM) |
|        | Morelli (Civitacastellana) 2 venti affrontati e sbuffanti uno contro l'altro al naturale su fascia di oro su - albero di gelso al naturale uscente dalla punta su azzurro (citato in LEOM) |
|        | Morelli (Bolzano) 3 spade in palo poste in fascia la centrale più alta di argento manicate di oro alternate a - 2 gigli di argento tutto su rosso (citato in LEOM) |
|        | Morelli o Morelli di Popolo (Casale Monferrato, Torino) albero di gelso al naturale fruttato di rosso uscente dalla punta affiancato da - 2 stelle (5 raggi) di oro in alto tutto su azzurro - testa di moro al naturale di profilo attorcigliata di argento su oro in capo (citato in LEOM) |
|        | Morelli (Cesena) (la blasonatura non è stata ancora caricata) (citato in BLCW) Immagine in Blasone Cesenate. |
|        | Morelli Adimari (Firenze) 2 zampe incrociate di leone di oro sormontate da - rocco di scacchiere dello stesso su rosso - aquila di oro su rosso in capo - troncato di oro e di azzurro pieni (citato in LEOM) |
|        | Morelli Adimari (Firenze) 2 zampe di leone incrociate di oro cimate da - un rocco di scacchiere dello stesso su rosso - troncato di oro e di azzurro pieno (citato in LEOM) |
|        | Morelli del Lion d'Oro (Firenze) Di..., allo scaglione-fascia di..., accompagnato da tre stelle a sei punte di..., due nei cantoni del capo e una racchiusa dalla pezza, e accompagnato in punta da un uccello di..., posato su un monte di tre cime di... (citato in (26)) |
|        | Morello o Morillo o Maurello (Messina, Trapani) Titolo: barone del Trabonello di rosso, al castello torricellato di tre pezzi d'oro, aperto e finestrato del campo, posto sulla campagna al naturale ed il leone del secondo sulla porta (citato in Mango) di rosso, con un castello a tre torri merlate d'oro di cinque pezzi, sinistrato da un leone dello stesso, rampante contro la porta aperta del campo (citato in (32)) Corona di barone. Cimiero: un cavallo morello nascente e inalberato Notizie storiche in Famiglie nobili di Sicilia. |
|        | Moreni di rosso al palo d'argento caricato di tre more di rosso, gambute e fogliate di due pezzi di verde Cimiero: un leone di nero, uscente, impugnante una mora di rosso, gambuta e fogliata di due pezzi di verde (citato in (4) – Vol. III pag. 132) |
|        | Moreno de Mora (Fiesole) Partito: nel 1º interzato in fascia: a/ partito d'azzurro e d'oro, alla torre d'argento sormontata da due gigli d'oro nel primo e a nove tortelli di rosso nel secondo, 1.2.2.2.2, b/ di rosso, al quadrato d'oro posto in mezzo a quattro bisanti figurati dello stesso, 1.2.1, c/ d'azzurro, all'albero di pino al naturale addestrato da un orso levato rivolto dello stesso; nel 2º pure interzato in fascia: a/ di rosso, al cervo corrente d'argento, b/ d'argento, all'albero di pino nodrito sul terreno, addestrato da un lupo rapace rivolto, e attraversato al tronco da un secondo lupo corrente, il tutto al naturale, c/ d'azzurro, al cane rampante al naturale; sul tutto d'azzurro, a due spade basse decussate d'argento guarnite d'oro, accantonate da quattro stelle a otto punte dello stesso (citato in (26)) |
|        | Moreno de Mora (Parigi) 2 spade di argento incrociate punte al basso accantonate da 4 stelle (8 raggi) di oro su scudetto di azzurro su - quadrotto di oro su rosso accostato da 4 facce umane in maestà dello stesso su rosso - pino al naturale su terrazzo di verde affiancato da cane rivolto rampante e da cane corrente da destra tutto al naturale su argento - pino di verde uscente dalla punta affiancato da sinistra da orso rivolto al naturale - cane rampante al naturale su azzurro - torre merlata di argento 2 gigli di oro in capo su azzurro - 9 palle di rosso su oro poste 1,2,2,2,2,- cervo corrente di argento su rosso in capo (citato in LEOM) |
|        | Morentani (Firenze) Di..., a tre pali di vaio (citato in (26)) |
|        | Moreschini (Siena) D'oro, al leone di rosso sinistrato da un albero al naturale, terrazzato di verde; il tutto abbassato sotto il capo d'Angi alias D'oro, al leone di rosso sinistrato da un albero al naturale, sradicato; il tutto abbassato sotto il capo d'Angi (citato in (26)) |
|        | Moresco o Morisco (Siracusa) d'oro, alla testa di moro attortigliata d'argento (citato in Mango) |
|        | Morese (Napoli) testa di moro al naturale di profilo coperta da un fez (cappello a tronco di cono) di rosso accompagnato - in alto a sinistra da cometa in fascia di oro coda a destra - e in basso a sinistra dalla dicitura in lettere maiuscole di argento posta in banda "MORISIUS" tutto su azzurro (citato in LEOM) |
|        | Moresi (Firenze) D'azzurro, all'albero sradicato al naturale, sormontato da una cometa d'oro ondeggiante in capo alias D'azzurro, all'albero al naturale nodrito sul terreno di verde, sormontato da una cometa d'oro ondeggiante in capo (citato in (26)) |
|        | Moretti (Firenze) D'argento, alla fascia d'azzurro caricata di un monte di tre cime d'oro e accompagnata in capo da una testa di moro di nero, attortigliata del campo, e sormontata da tre stelle a sei punte d'oro, e in punta da tre bande di rosso (citato in (26)) |
|        | Moretti (Firenze) D'azzurro, a tre teste di moro di nero, attortigliate d'argento, 2.1 (citato in (26)) |
|        | Moretti (Pistoia) Troncato d'argento e d'oro, alla fascia di rosso passata sulla troncatura e accompagnata nel primo da una testa di moro di nero, attortigliata d'argento (citato in (26)) |
|        | Moretti (Piana Crixia) Titolo: baroni di Santa Giulia e Niosa Troncato, d'azzurro, al morone al naturale, e di rosso (citato in (28)) |
|        | Moretti o Moretta (Pancalieri) Di rosso, alla banda d'argento, carica di tre teste di moro, di nero, fasciate di verde, con il capo d'argento, carico di un grappolo di uva nera con due foglie, al naturale Motto: Candidior interius (citato in (28)) |
|        | Moretti (Cherasco) D'argento, al morone di verde, con il capo d'oro, cucito, carico di una testa di moro, di nero, fasciata di rosso (citato in (28)) |
|        | Moretti (Firenze, Pisa) monte a 3 cime di oro su fascia di azzurro posto in basso su argento - testa di moro al naturale di profilo attorcigliata di argento e accompagnata da - 3 stelle (5 raggi) di oro poste 1,2 su argento in alto - 3 bande di rosso su argento in basso (citato in LEOM) |
|        | Moretti (Cesena) (la blasonatura non è stata ancora caricata) (citato in BLCW) Immagine in Blasone Cesenate. |
|        | Moretti (Cesena) (la blasonatura non è stata ancora caricata) (citato in BLCW) Immagine in Blasone Cesenate. |
|        | Morezzi (Toscana) (DE) In Blau 3 gestielte goldene Maiskolben, 2:1 gestellt (citato in KHIF) |

### Morf
| Stemma | Casato e blasonatura |
| ------ | --- |
|        | Morfino (Messina) Titolo: barone della Cambuca, Bellavilla d'azzurro, alla banda d'oro, bordata d'argento, caricata, verso il capo, dall'aquila spiegata e coronata di nero, armata di rosso, afferrante con ciascuno artiglio una testuggine di verde, in atto di scagliarla sopra un testa calva al naturale, uscente da un monte a tre cime d'azzurro, movente dal lato della punta (citato in Mango) d'azzurro, con una banda d'oro, bordata d'argento, caricata da un'aquila spiegata e coronata di nero, unghiata di rosso, afferrante cogli artigli due testudini di verde, in atto di gettarle sopra un capo calvo al naturale, posto sopra un grosso sasso di azzurr (citato in (32)) Corona di barone Notizie storiche in Famiglie nobili di Sicilia. |

### Morg
| Stemma | Casato e blasonatura                                                                                    |
| ------ | --- |
|        | Morgene (Francia) Gran vaio (citato in DAlena)                                                          |
|        | Morgiani (Firenze) Trinciato di... e di... (citato in (26))                                             |
|        | Morgiani (Firenze) Palato di otto pezzi di... e di..., alla fascia attraversante di... (citato in (26)) |

### Mori
| Stemma | Casato e blasonatura |
| ------ | --- |
|        | Mori (Firenze) Troncato: nel 1° d'argento, a due teste di moro affrontate di nero, attortigliate di..., alternate a tre stelle a otto punte d'oro; nel 2° d'azzurro, a tre bande di rosso (citato in (26)) |
|        | Mori (Firenze) D'azzurro, alla branca di leone d'oro posta in banda e tenente un ramoscello di verde; e al capo cucito d'Angiò (citato in (26)) |
|        | Mori (Firenze) D'azzurro, alla branca di leone posta in banda d'argento, tenente un ramoscello di verde alias D'azzurro, alla branca di leone posta in banda d'argento, tenente un ramoscello di verde, con il capo d'Angiò (citato in (26)) |
|        | Mori (Arezzo) D'azzurro, alla fascia diminuita d'oro, accompagnata in capo da una stella a otto punte dello stesso, e in punta da un monte di tre cime di verde, sormontato da una testa di moro al naturale (citato in (26)) |
|        | Mori (Abruzzo) (la blasonatura non è stata ancora caricata) (citato in DAlena) |
|        | Mori (Toscana) (DE) Schwarz-silber geschacht (citato in KHIF) |
|        | Mori (Parma) albero di gelso al naturale fruttato di nero su terrazzo di verde su azzurro - stella (8 raggi) di oro in alto su azzurro (citato in LEOM) |
|        | Mori (Cesena) (la blasonatura non è stata ancora caricata) (citato in BLCW) Immagine in Blasone Cesenate. |
|        | Mori Ubaldini (Firenze, Siena) Scaccato d'argento e di nero (citato in (26)) (DE) Silber-schwarz geschacht (citato in KHIF) (Immagine nella Raccolta stemmi Trippini (JPG).) alias Partito: scaccato d'argento e di nero; nel 2° d'azzurro, al monte di sei cime d'oro sormontato da due martelli decussati dello stesso; il tutto abbassato sotto il capo d'azzurro caricato di un massacro di cervo d'argento, sormontato dallo scudetto rotondo del Popolo fiorentino (citato in (26)) |
|        | Mori Ubaldini o Mori Ubaldini degli Alberti (Firenze, Pistoia, Torino) scaccato di argento e di nero (citato in LEOM) |
|        | Mori Ubaldini o Mori Ubaldini degli Alberti (Firenze, Pistoia, Torino) scaccato di argento e di nero - 4 catene di argento uscenti dai cantoni dello scudo a destra e dai cantoni formati dalla partizione a sinistra legate in cuore da un anello dello stesso su azzurro (citato in LEOM) |
|        | Mori Ubaldini o Mori Ubaldini degli Alberti (Firenze, Pistoia, Torino) testa di cervo in maestà di argento accompagnata in capo tra le corna da una palla dello stesso crociata di rosso tutto su azzurro - scaccato di argento e di nero - monte a 6 cime di oro sormontato da - 2 martelli incrociati dello stesso su azzurro (citato in LEOM) |
|        | Mori Ubaldini degli Alberti della Marmora (Firenze, Biella) Titolo: marchesi della Marmora; conti; patrizi di Firenze; patrizi di Siena Partito, al 1° ripartito, a) scaccato d'argento e di nero (Mori Ubaldini), b) d'azzurro, a quattro catene d'argento, moventi dai quattro angoli dello scudo e legate in cuore da un anello, dello stesso (Alberti), al 2° d'argento, inquartato da un filetto di nero, al I e IV al leone d'azzurro, linguato, armato e membrato di rosso, al II e III, all'aquila bicipite di nero, coronata d'oro sulle due teste, di nero, armata di rosso (Ferrero), nel cuore bandato d'azzurro e d'argento, di sei pezze (Fieschi) Motto: His adstringor catenis - Non nobis Domine sed nomini tuo da gloriam (citato in (28)) |
|        | Moriani (Firenze) D'azzurro, al giglio di Firenze di rosso, accompagnato in capo da due teste di moro affrontate di..., e in punta da una montagna di due cime di..., nascente dalla punta stessa (citato in (26)) |
|        | Moricca (Catanzaro, Tropea) D'argento alla fascia di verde accompagnata in capo da due stelle a 8 punte ed in punta da un leone rivolto, il tutto di verde (citato in DAlena e in BLCL) |
|        | Moriceau D'oro, allo scaglione dentato, d'azzurro, accompagnato da tre teste di moro, al naturale, bendate d'argento Motto: Menti contraria cervix (citato in (28)) |
|        | Morichelli d'Altemps (San Ginesio) fascia di argento su troncato di azzurro e di rosso - cometa di oro posta in banda su azzurro in alto - 3 stelle (6 raggi) di oro poste in fascia in basso su rosso - capro rampante di oro sormontato da - 2 stelle (6 raggi) dello stesso poste in fascia su azzurro (citato in LEOM) |
|        | Morici (Fermo) fascia di rosso su troncato di argento e di oro - aquila bicipite coronata su ambo le teste di nero su argento - testa di moro di profilo di nero attorcigliata di argento su oro (citato in LEOM) |
|        | Moriconi (Pisa) Troncato d'argento e di rosso, a due teste di bue affrontate del secondo nel primo e alla banda ondata del primo nel secondo (citato in (26)) |
|        | Moriconi (Pisa) D'azzurro, al leone d'oro (citato in (26)) |
|        | Moriconi (Montefalco) (d'azzurro, a sei stelle a otto raggi d'argento, poste 1, 2, 2, 1; alla fascia d'oro caricata da una biscia al naturale ondeggiante in fascia) (citato in Degli Abbati) |
|        | Moriconi (Montefalco) (di rosso, all'albero sradicato al naturale, in cui è infilato un fiore al naturale, gambuto e fogliato di quattro pezzi di verde posto in fascia) (citato in Degli Abbati) |
|        | Moricotti (Pisa) Partito: nel 1° troncato di rosso e d'argento, a sei rose del primo nel secondo, 3.2.1; nel 2° di rosso, a tre cipressi affiancati di verde (citato in (26)) |
|        | Moriggi (Milano) (la blasonatura non è stata ancora caricata) (Immagine nella Raccolta stemmi Trippini (JPG).) |
|        | Moriggia (Pallanza, Milano) Titolo: signori della Degagna di Suna, Oggebbio Di rosso, al gelso al naturale, sradicato, accompagnato da due topi di nero, il primo rivoltato, con il capo d'oro, carico di un'aquila, di nero alias Di rosso, al gelso al naturale, nutrito nella pianura erbosa, sostenuto da due leoni, d'oro, affrontati e controrampanti, con il capo d'oro carico di un'aquila di nero, coronata del campo (citato in (28)) |
|        | Morigi d'argento, all'albero di verde, piantato nella terra dello stesso, col tronco caricato a destra da una testa di moro, coronata d'oro, e attortigliata d'argento (citato in (5) - pag. 148) |
|        | Morigi (Cesena) (la blasonatura non è stata ancora caricata) (citato in BLCW) Immagine in Blasone Cesenate. |
|        | Morigi o Moriggia (Ravenna, Ghiffa, Calco) 2 leoni controrampanti di oro a un albero di gelso al naturale sradicato su rosso - capo d'Impero (citato in LEOM) |
|        | Morina (Saluzzo) D'argento, al cespuglio di more, (al naturale?), fruttato di nero Motto: Maturus sic adhuc fructus quem haec parturiet arbor (citato in (28)) |
|        | Morinvilla d'azzurro, all'erpice d'oro (citato in (5) - pag. 126) |
|        | Morisani (Napoli, Firenze) Titolo: nobili d'oro alla croce ancorata cerchiata di ferro, alla banda azzurra sul tutto (citato in (29)) banda di azzurro su croce ancorata caricata di un cerchio il tutto di nero su oro (citato in LEOM) |
|        | Morisani (Napoli, Firenze) banda di azzurro su - croce ancorata e cerchiata di argento su oro (citato in LEOM) |
|        | Morisco (Sicilia) d'oro, con una testa di Moro attortigliata d'argento (citato in (32)) Notizie storiche in Famiglie nobili di Sicilia. |

### Morl
| Stemma | Casato e blasonatura |
| ------ | --- |
|        | Morl (Bressanone) mezzo liocorno rampante di argento su rosso (citato in LEOM) |
|        | Morlacchi (Filottrano) stella (6 raggi) di oro su azzurro (citato in LEOM) |
|        | Morlani Carrara Beroa (Bergamo) albero di gelso sradicato al naturale su interzato di oro di argento e di verde - affiancato da 2 mori di nero uscenti dalla troncatura di argento e di verde appoggiando uno la destra uno la sinistra al tronco (citato in LEOM) |
|        | Morlani Carrara Beroa (Bergamo) fascia di argento su troncato di rosso e di verde sopra gemella in banda ondata di argento - corona di oro in alto a destra su rosso - crocetta di oro su verde a sinistra - monte a 3 cime di oro uscente dalla punta cimato da croce latina dello stesso su verde (citato in LEOM) |
|        | Morlani Carrara Beroa (Bergamo) scudetto interzato in fascia di oro di argento e di verde - albero di gelso uscente dal verde traversante sull'oro e sull'argento accompagnato da 2 mori uscenti dal verde che lo sostengono rispettivamente uno con la destra e uno con la sinistra tutto su - fascia di argento su troncato di rosso e di azzurro - sirena a 2 code in maestà al naturale coronata di oro su rosso - barilotto di oro coricato e accompagnato da - 3 stelle (6 raggi) dello stesso poste 2,1 su azzurro - aquila di nero coronata di oro sull'oro del - troncato di oro e di verde - fascia di oro su verde (citato in LEOM) |

### Morm
| Stemma | Casato e blasonatura |
| ------ | --- |
|        | Mormile (Napoli) Titolo: nobili di Carinari; barone di Vairano, Tora, Carinari, Bugnara, Sant'Angelo Radiginoso, Sant'Angelo in Grotta, Albidona; conte di Sant'Angelo Limosano; marchese di Lauria, Macchiagodena, Ripa Limosano; duca di San Cesario, Campochiaro, Vairano, Carinari, Castelpagano, Marzanello D'oro alla banda d'argento bordata di nero caricata da 3 aquile del medesimo al volo abbassato coronate parimenti di nero e poste l'una dopo l'altra lungo la banda (citato in DAlena, in (29) e in (31)) 3 aquilotti coronati di nero ali abbassate su banda di argento bordata di nero posti nel senso della banda su oro (citato in LEOM) alias D'oro alla banda d'argento bordata di nero , e caricata di tre aquilotti dello stesso (citato in DAlena e in (29)) Notizie storiche in Nobili napoletani. |
|        | Mormino (Scicli) Titolo: barone di San Vincenzo Ferreri d'azzurro alla fascia di rosso orlata d'oro, accompagnata al capo da una stella di sei raggi d'argento, in punta un leone d'oro (citato in (29), in Mango e in (32)) fascia di rosso bordata di oro su azzurro - stella (6 raggi) di argento in alto su azzurro - leone rampante di oro in basso su azzurro (citato in LEOM) Notizie storiche in Famiglie nobili di Sicilia. |
|        | Mormorai (Firenze) Partito d'oro e d'azzurro, allo scaglione attraversante dell'uno all'altro (citato in (26)) (DE) In gold-blau gespaltenem Feld 1 erniedrigter Sparren in verwechselten Tinkturen (citato in KHIF) alias Partito d'argento e d'azzurro, allo scaglione attraversante dell'uno all'altro (citato in (26)) (DE) In silber-blau gespaltenem Feld 1 erniedrigter Sparren in verwechselten Tinkturen (citato in KHIF) |
|        | Mormorai della Sbarra (Firenze) Partito d'oro e d'azzurro, allo scaglione diminuito attraversante dell'uno all'altro (citato in (26)) |

### Morn
| Stemma | Casato e blasonatura |
| ------ | --- |
|        | Mornati (Macerata, Roma) 4 sbarre di rosso su argento - aquila coronata di nero affiancata da - 2 teste di moro di profilo affrontate al naturale attorcigliate di argento su oro in capo (citato in LEOM) |

### Moro
| Stemma | Casato e blasonatura |
| ------ | --- |
|        | Moro bandato d'azzurro e d'argento, col capo dello stesso, caricato di tre more riversate di nero (citato in (5) - pag. 142) |
|        | Moro (Carmagnola) D'oro, alla testa di moro di nero, bendata d'argento (citato in (28)) |
|        | Moro (Genova, Torino) Titolo: baroni D'oro, alla testa di moro al naturale, bendata d'argento, con il capo d'azzurro, carico di tre stelle (6) d'oro, ordinate in fascia Motto: Morum probitas (citato in (28)) |
|        | Moro (Casale ?) Inquartato, al 1° e 4° d'oro, alla testa di moro, di nero, bendata d'argento, al 2° e 3° di rosso, a tre gigli d'oro, 2, 1 (citato in (28)) |
|        | Moro (Brescia) albero di gelso al naturale sradicato fruttato di rosso su oro (citato in LEOM) |
|        | Moro (Brescia) leone rampante di nero spada di oro in sbarra in destra su rosso (citato in LEOM) |
|        | Moro (Torino) testa di moro al naturale di profilo attorcigliata di argento su oro - 3 stelle (6 raggi) di oro poste in fascia su azzurro in capo (citato in LEOM) |
|        | Moro Lin o Moro o Moro Malipiero (Venezia, Mira Lido) bandato di azzurro e di argento - 3 more (frutti di rovo) di nero poste in fascia su argento in capo (citato in LEOM) |
|        | Morola (Trani) Titolo: nobili di rosso al gelso sradicato al naturale (citato in (29)) albero di gelso sradicato al naturale su rosso (citato in LEOM) |
|        | Morone (Molise) (la blasonatura non è stata ancora caricata) (citato in DAlena) |
|        | Morone (Savigliano) Titolo: consignori di Bussoleno D'argento, al morone, di verde (citato in (28)) |
|        | Morone (Sicilia) d'argento, al celso moro sradicato di verde (citato in Mango) |
|        | Moroni d'argento, all'albero di moro sradicato di verde (citato in (5) - pag. 142) |
|        | Moroni (Roma) (la blasonatura non è stata ancora caricata) (Immagine nell' Archivio Storico Capitolino (PDF) (archiviato dall'url originale il 13 gennaio 2014).) |
|        | Moroni (Firenze) Troncato di... e di..., all'albero sradicato di..., fruttifero di..., attraversante (citato in (26)) |
|        | Moroni (Milano, Roma) Titolo: conti; signori di Pontecurone D'argento, al morone al naturale, terrazzato di verde (citato in (28)) albero di gelso al naturale su terrazzo di verde uscente dalla punta su argento (citato in LEOM) alias D'argento, al morone di verde, fruttato di rosso Motto: Simplex et callens (citato in (28)) |
|        | Moroni (Bergamo) aquila bicipite coronata su ambo le teste di nero su oro - albero di gelso al naturale su collinetta di verde uscente dalla punta su argento (citato in LEOM) |
|        | Moroni (Bergamo) aquila bicipite coronata su ambo le teste di nero su oro - albero di gelso al naturale su collinetta di verde uscente dalla partizione su argento - guerriero in maestà armato al naturale e aureolato con foglia di palma di verde in destra e spada in sinistra punta al basso di argento su troncato di azzurro e interzato in fascia di argento di verde e di rosso - furetto rampante di argento collarinato di rosso tenente in destra un giglio di oro su troncato di azzurro e di rosso - aquila di nero coronata di oro su oro - leone rampante di oro su rosso (citato in LEOM)                                 |
|        | Moroni (Bergamo) aquila di nero su oro - albero di gelso al naturale accostato da - 2 leoni controrampanti di oro verso il tronco su rosso (citato in LEOM) |
|        | Moroni (Bergamo) albero di gelso al naturale uscente dalla punta attraversante un terrazzo di verde su argento (citato in LEOM) |
|        | Moroni (Cesena) (la blasonatura non è stata ancora caricata) (citato in BLCW) Immagine in Blasone Cesenate. |
|        | Moroni (Cesena) (la blasonatura non è stata ancora caricata) (citato in BLCW) Immagine in Blasone Cesenate. |
|        | Moronti (Roma, Napoli) fascia di azzurro su argento - testa e collo di moro al naturale in maestà uscente dalla fascia attorcigliato di argento su argento (citato in LEOM) |
|        | Morosi o Morosi del Lion d'Oro (Firenze) Troncato: nel 1° di rosso, al leone leopardito d'oro; nel 2° d'azzurro, alla testa di moro al naturale, cinta di una ghirlanda (o serto) di fiori di rosso; e alla fascia diminuita d'oro passata sulla troncatura (citato in (26)) alias (DE) Unter 1 gold unterstützten roten Schildhaupt, darin 1 schreitender goldener Löwe, in Blau 1 mit roten Blumen bekränzter schwarzer Mohrenkopf (citato in KHIF) |
|        | Morosini (Brescia) d'oro, alla banda d'azzurro (citato in (3)) |
|        | Morosini (Firenze) D'azzurro, all'albero al naturale nodrito su un monte di sei cime d'oro (citato in (26)) |
|        | Morosini (Siena) D'oro, alla banda d'azzurro (citato in (26)) |
|        | Morosini (Roma) 3 teste di moro al naturale poste di profilo rivolte su sbarra alzata di oro su azzurro - rosa di rosso stelata e fogliata di verde posta in sbarra in alto a sinistra - veliero a 3 alberi a vele spiegate al naturale su mare mareggiato di argento e di verde uscente dalla punta in basso a destra su azzurro (citato in LEOM) |
|        | Morosini (Venezia) banda di azzurro su oro (citato in LEOM) |
|        | Morosini (Venezia, Padova, Treviso, Roma) fascia di azzurro su oro (citato in LEOM) |
|        | Morosini (Venezia) interzato in palo di rosso di oro e di rosso - croce latina di argento su rosso - 3 gigli di oro in palo su banda di azzurro su oro - spada di argento manicata di oro posta in palo punta in alto reggente un cappello (pileo) di oro su rosso (citato in LEOM) |
|        | Morosini (Cesena) (la blasonatura non è stata ancora caricata) (citato in BLCW) Immagine in Blasone Cesenate. |
|        | Morovelli (Pisa) Inquartato decussato d'argento e di rosso alias Inquartato decussato d'oro e di rosso, il 1° caricato di un'aquila di nero (citato in (26)) |
|        | Morozzi (Colle) Gheronato di sei pezzi d'azzurro e d'argento, alla banda attraversante d'oro, caricata di una banda diminuita doppiomerlata di nero alias Troncato: nel 1° d'argento, al giglio bottonato di rosso; nel 2° gheronato di sei pezzi d'azzurro e d'argento; e alla fascia d'oro passata sulla troncatura, caricata di una fascia diminuita doppiomerlata di nero (citato in (26)) |
|        | Morozzi (Firenze) Fasciato increspato di... e di..., alla fascia attraversante di..., caricata di tre rose di... (citato in (26)) |
|        | Morozzo (Mondovì, Torino) Titolo: marchesi di Bianzè, Limone, Rocca de' Baldi; conti di Briga, Casalborgone, Magliano, Morozzo, Roburent, Torricella, Valfenera; signori di Brusaporcello, Frabosa Soprana e Sottana, Margarita, Roccaforte, S. Genuario, Torrone, Vasco, Villanova; consignori di Beinette, Carassone, Ceva, Chiusa di Pesio, Monastero di Vasco, Montanera, Quiliano, Roascio, S. Michele D'oro, alla banda di nero, doppiomerlata (citato in (28)) banda doppiomerlata di nero su oro (citato in LEOM) alias D'oro, alla banda di nero, controdoppiomerlata Motto: Sic ne pereas esto - Bonne nouvelle (citato in (28)) |
|        | Morozzo (Mondovì, Torino) Titolo: conti di Casalborgone; nobili dei marchesi di Rocca de' Baldi Partito di Morozzo e di Broglia Motto: Sic ne pereas esto - Pour l'avenir (citato in (28)) banda doppiomerlata di nero su oro - croce di Sant'Andrea ancorata di azzurro su oro (citato in LEOM) |
|        | Morozzo di Mondovì (Cesena) (la blasonatura non è stata ancora caricata) (citato in BLCW) Immagine in Blasone Cesenate. |

### Morp
| Stemma | Casato e blasonatura |
| ------ | --- |
|        | Morpurgo (Udine) balena al naturale su mare testa di fronte e bocca aperta da cui esce un uomo di carnagione su scudetto di azzurro su - torre al naturale su collina di verde uscente dalla partizione merlata alla ghibellina su rosso - colomba della pace in volo posta in banda al naturale su azzurro (citato in LEOM) |
|        | Morpurgo (Parigi, Stapleford) aquila nascente di nero dalla troncatura su oro - 4 pali di oro su azzurro (citato in LEOM) |
|        | Morpurgo (Trieste) colomba della pace di argento su scudetto di oro su - castello a una torre alla guelfa al naturale su stagno con giunchi dello stesso su argento - sole nascente di oro da 2 monti di verde al naturale uscenti dalla partizione su azzurro - gallo al naturale su collina di verde uscente dal canton destro della punta crestato e barbato di rosso su azzurro - ancora di oro posta in palo a 2 marre attraversante una corona di alloro di verde tutto su rosso (citato in LEOM) |

### Morr
| Stemma | Casato e blasonatura |
| ------ | --- |
|        | Morra o Di Morra (Molise, Napoli, Benevento, Sicilia) Titolo: principe di Morra, di San Martino, Buccheri, Castrorao, duca di Belforte, Cantalupo, Mancusi, Bovalino, Calvizzano, marchese di San Massimo, Monterocchetta, barone di Sanseverino di Camerota, Favale, Monterocchetta, Morra, Mancusi, patrizio napoletano, patrizio beneventano, nobile dei principi di Morra di rosso, a due spade abbassate, decussate e accompagnata da quattro rotelle di sperone, il tutto d'oro (citato in (4) – pag. 360) di rosso, a due spade d'oro, passate in decusse, le punte in giù, accompagnate da quattro girelli di sprone dello stesso (citato in Mango) Di rosso con due stocchi con le punte abbassate e passati in croce di Sant'Andrea con le else d'oro ed accompagnati da quattro girelle del medesimo (citato in DAlena) alias di rosso a due stocchi, nudi, d'argento manicati d'oro con le punte abbassate, passate in croce di Sant'Andrea, accompagnate da quattro ruote di sperone d'oro (citato in (29) e in (31)) di rosso, con due spade di argento, manicate d'oro, poste in croce di s. Andrea, le punte in basso, accantonate da quattro ruote di sperone d'oro (citato in (32)) Corona di principe Notizie storiche in Famiglie nobili di Sicilia. Ulteriori notizie storiche in Nobili napoletani. |
|        | Morra o De Morra (Pancalieri) Titolo: marchesi di Bussoleno, Castelborello, Antignasco; conti di Carpenetta, Lavriano, Montà; signori di Sandigliano; consignori di Borriana Bandato di rosso e d'azzurro, orlato d'argento; con il capo d'argento, carico di una testa di donna mora, al naturale (citato in (28) e in (34)) alias Partito di Morra e di Villa (citato in (28)) alias Partito, di Morra e di Sandigliano (citato in (28)) Cimiero: la donna mora vestita d'azzurro, cinta di rosso Motto: Constans et fidelis |
|        | Morra o Chiesa Morra (Moncalvo) Titolo: consignori di Castelletto Merli Partito, semitroncato, al 1° d'azzurro, alla chiesa al naturale, al 2° di rosso, all'aquila di nero, cucita, al 3° di verde, alla sbarra d'argento, accompagnata da due rami di more, fogliati e fruttati, al naturale (citato in (28)) |
|        | Morra o De Morra (Benevagienna) D'azzurro, alla banda d'oro, carica di tre stelle del campo (citato in (28) e in (34)) |
|        | Morra (Caluso, Chivasso) Titolo: conti di Viarigi; consignori di Barone, Candia, Castelletto Merli, Celle, Montiglio, Odalengo Grande, Piazzo, Rosignano D'azzurro, alla banda d'argento, carica di tre stelle, del campo alias D'azzurro, alla sbarra d'oro, carica di tre stelle, del campo (citato in (28)) |
|        | Morra (Messina, Siracusa) Titolo: barone di Campobianco di rosso, a due spade d'oro passate in decusse, le punte in giù, accompagnate da quattro girelli di sprone dello stesso (citato in (32)) Notizie storiche in Famiglie nobili di Sicilia. |
|        | Morra (Torino, Sandigliano) bandato di rosso e di azzurro bordato di argento - testa di donna mora di profilo al naturale su argento in capo (sulla prima partizione) - 7 losanghe di oro accollate e appuntate 3,3,1 su azzurro (citato in LEOM) |
|        | Morra (Palermo) sbarra di verde su argento accompagnata - in alto a sinistra da testa e collo di moro al naturale in maestà su argento - e da arco incoccato posto in fascia punta a sinistra di nero in basso a destra su argento (citato in LEOM) |
|        | Morra (Napoli, Palermo) 2 spade di argento manicate di oro incrociate punte al basso e accantonate da - 4 rotelle di sperone di oro su rosso (citato in LEOM) |
|        | Morra (Torino) bandato di rosso e di azzurro bordato di argento - testa di donna mora di profilo al naturale su argento in capo (citato in LEOM) |
|        | Morreale o Monreale (Palermo) Titolo: barone di Buterno, del Grado; signore di Macaluba inquartato in decusse: al 1º e 4º d'argento al castello di nero di tre torri; al 2º e 3º d'oro, alla croce di rosso, accantonata da quattro crocette dello stesso, scorciate (citato in (4) – Vol. II pag. 528, in (29), in Mango e in (32)) castello (3 torri) di nero su argento - croce di rosso accantonata da 4 crocette dello stesso su oro (citato in LEOM) Notizie storiche in Famiglie nobili di Sicilia. |
|        | Morri (Cesena) (la blasonatura non è stata ancora caricata) (citato in BLCW) Immagine in Blasone Cesenate. |
|        | Morro o Morra o Mora (Mondovì) scudo di sei bande, tre di azzurro, e tre rosse profilate d'argento, sotto un capo d'argento caricato di una testa di mora (citato in (34)) Cimiero: una donna mora vestita di azzurro con le braccia nude dal mezzo in giù, tenente la mano destra sopra l'elmo, e la sinistra sul fianco Motto: Constans et fidelis |
|        | Morrocchi (Firenze) D'oro, alla fascia d'azzurro caricata di tre rose di rosso (citato in (26)) alias Troncato: nel 1° inquartato decussato d'argento e d'azzurro, a due crescenti montanti di rosso nel primo e a tre fasce ondate d'oro nel secondo; nel 2° d'oro, alla fascia d'azzurro caricata di tre rose del campo (citato in (26)) luna montante di rosso sull'argento dell'inquartato in croce di Sant'Andrea di argento e di azzurro - 3 fasce controinnestate di oro sull'azzurro - 3 rose di rosso su fascia di azzurro su oro (citato in LEOM) alias Inquartato decussato: nel 1° e 4° d'argento, al crescente volto in banda di rosso; nel 2° d'azzurro, a due fasce ondate d'oro (citato in (26)) |
|        | Morrone Mozzi (Fermo) leopardo illeonito al naturale rampante su monte a 3 cime di oro uscente dalla punta tenente tra le anteriori una penna di struzzo di argento su azzurro - libro aperto di argento su monte a 3 cime di oro sormontato da - giglio dello stesso tutto su rosso (citato in LEOM) |
|        | Morroni o Moroni o Morrone (Penna San Giovanni, Fermo) Titolo: signori di San Giorgio Scarampi D'azzurro, al leopardo al naturale, rampante, tenente con tre zampe una penna di struzzo d'argento, e sostenuto da un monte di tre cime all'italiana, d'oro (citato in (28)) |

### Mors
| Stemma | Casato e blasonatura |
| ------ | --- |
|        | Morselli (Nocera Umbra, Sanseverino) Titolo: Nobili di Nocera Umbra (la blasonatura non è stata ancora caricata) (citato in DAlena) 2 aquile bicipiti di nero poste in fascia su argento - morso di cavallo di nero in punta su argento (citato in LEOM) |
|        | Morsiani (Cesena) (la blasonatura non è stata ancora caricata) (citato in BLCW) Immagine in Blasone Cesenate. |
|        | Morso (Palermo, Comiso, Ragusa) Titolo: barone della Favarella, Gibellina, Castellazzo, Montelerose, Morrasini Donzelli, Mezzograno; conte di Comiso ; marchese di Gibellina; principe di Poggioreale di rosso, al braccio vestito di verde movente dal capo, impugnante con la mano di carnagione un morso di cavallo d'oro (citato in Mango e in (32)) avambraccio destro uscente dal capo in palo vestito di verde afferrante con la mano di carnagione un morso di cavallo di oro su rosso (citato in LEOM) Corona di principe Notizie storiche in Famiglie nobili di Sicilia. Ulteriori notizie storiche in Famiglie nobili di Sicilia. |
|        | Morsolino (Molise) (la blasonatura non è stata ancora caricata) (citato in DAlena) |

### Mort
| Stemma | Casato e blasonatura |
| ------ | --- |
|        | Mortani (Santa Sofia di Romagna) d'argento, con alla base un triangolo sul cui vertice si eleva una croce accompagnata da due stelle (citato in (10) – pag. 316) |
|        | Mortani (Cesena) (la blasonatura non è stata ancora caricata) (citato in BLCW) Immagine in Blasone Cesenate. |
|        | Mortarino Majno di Capriglio (Monferrato, Torino) Titolo: conti Inquartato di rosso e d'argento, sul tutto controinquartato dell'uno sull'altro Motto: Humilitas (citato in (28)) |
|        | Morteo (Alessandria, Genova, Frugarolo) 3 fasce di argento su rosso - 2 rami di verde incrociati in punta su argento in capo (citato in LEOM) |
|        | Morteo (Alessandria, Genova, Frugarolo) fascia di rosso su - leone rampante al naturale coronato di oro tenente in destra un ramoscello di alloro di verde su troncato di argento e di oro (citato in LEOM) |
|        | Mortillaro (Palermo) Titolo: barone di Ciantro Soprano, Cadrà, Sambuco; marchese di Mortillaro, Villarena d'azzurro alla colomba d'argento, tenente nel becco un ramoscello di mortelle di verde (citato in DAlena e in (29)) d'azzurro, alla colomba d'argento, sorante, tenente col becco un ramoscello di mortella di verde (citato in Mango e in (32)) d'azzurro, con la colomba volante d'argento, portante col becco un ramoscello di mortella di verde (citato in (32)) colomba della pace di argento in volo su azzurro (citato in LEOM) Elmo e corona di marchese. Trofeo militare Notizie storiche in Famiglie nobili di Sicilia. Ulteriori notizie storiche in Famiglie nobili di Sicilia. |

### Moru
| Stemma | Casato e blasonatura                                                               |
| ------ | ---------------------------------------------------------------------------------- |
|        | Moruzzi (Compiano) (la blasonatura non è stata ancora caricata) (citato in DAlena) |

### Mos
| Stemma | Casato e blasonatura |
| ------ | --- |
|        | Mosca (Pisa) D'oro, a due spade basse decussate d'azzurro, accompagnate in capo da una rotella del campo caricata di un'aquila dal volo abbassato di nero (citato in (26)) |
|        | Mosca e Mosca San Martino (Biella, Ivrea) Titolo: consignori di Campo, Strambino Troncato, al 1° d'azzurro, alla mezzaluna d'argento, accompagnata ai lati da due stelle, d'oro; al 2° fasciato d'argento e di rosso, di otto pezzi alias Fasciato d'argento e di rosso, di otto pezzi, con il capo d'azzurro, carico di mezzaluna, accompagnata ai lati da due stelle, il tutto d'oro Motto: Lente et caute (citato in (28))   |
|        | Mosca (Sicilia) d'azzurro, a due fasce d'oro, la prima caricata da una mosca di nero, accompagnata nel capo da un lambello di rosso di tre gocce ed in punta da un giglio d'oro (citato in Mango e in (32)) Notizie storiche in Famiglie nobili di Sicilia. |
|        | Mosca (Cesena) (la blasonatura non è stata ancora caricata) (citato in BLCW) Immagine in Blasone Cesenate. |
|        | Moscardini (Frosinone, Roma) monte roccioso dalla pianura petrosa uscente dalla punta al naturale sormontato a destra da - un castoro rampante al naturale testa rivolta (moscardino) su azzurro - cometa di argento posta in palo affiancata da - 2 stelle (6 raggi) dello stesso in alto su azzurro (citato in LEOM) |
|        | Moscarelli (Pistoia) Trinciato: nel 1° d'azzurro, al leone leopardito d'oro; nel 2° d'oro, al crescente rovesciato d'azzurro (citato in (26)) |
|        | Moscatelli (Bologna) d'azzurro, al monte di 3 cime di rosso, movente dalla punta, sormontato da un grappolo d'una moscatella al naturale, stelato e pampinoso di due pezzi di verde; al capo d'Angio (citato in (2) – pag. 570 e in DAlena) |
|        | Moscatelli (Napoli, Brindisi) Titolo: marchese di Castelvetere di rosso a due leoni controrampanti affrontanti ad un vaso con grappoli di uva il tutto d'oro (citato in (29)) 2 leoni controrampanti affrontati ad un grande vaso da cui escono grappoli e pampini di uva tutto di oro su rosso (citato in LEOM) |
|        | Moscati (Cesena) (la blasonatura non è stata ancora caricata) (citato in BLCW) Immagine in Blasone Cesenate. |
|        | Moscheni (Lucca) Troncato d'argento e d'azzurro, a tre mosche montanti di nero nel primo, 1.2 alias Partito: nel 1° come il precedente; nel 2° d'argento, al castello turrito di due pezzi di rosso, sormontato dalla corona radiata d'oro, cimata da una crocetta di rosso e infilata da due rami di palma decussati di verde (citato in (26))                                                                                 |
|        | Moscheni (Lucca, Firenze) 3 mosche di nero viste di dorso su argento poste 2,1 - azzurro pieno - castello (2 torri) di rosso accostato da 2 rami di quercia a corona di verde su argento - 2 foglie di palma incrociate in una corona di oro su argento - crocetta di rosso in alto su argento (citato in LEOM) |
|        | Moscheni (Bergamo, Alessandria) Titolo: marchesi di Bergamasco; signori di Castelnuovo Bormida D'azzurro, al monte di tre vette, di verde, cucito, sormontato da tre mosche, d'oro alias D'azzurro, al monte di tre vette, sormontato da tre mosche, il tutto d'oro alias D'azzurro, a tre monti di verde ristretti, uscenti dalla punta, quello mediano più alto, sormontati da tre mosche, al naturale, 2, 1 (citato in (28)) |
|        | Moscheni (Chioggia) (la blasonatura non è stata ancora caricata) (citato in Araldica gentilizia (archiviato dall'url originale il 24 settembre 2015).) |
|        | Moschetti o Moschetto (Caraglio) troncato d'argento e di rosso, allo stambecco (?) al naturale; col capo d'azzurro, carico di tre stelle d'oro (8), ordinate in fascia (citato in (34)) Motto: Labor omnia vincit |
|        | Moschi o Del Nante o Del Nente (Toscana) (DE) In Silber 1 vierlätziger roter Turnierkragen und 3 schwarze Balken, diese überdeckt von 1 erniedrigten roten Schrägbalken (citato in KHIF) |
|        | Mosconi (Roma) ramo di olivo in palo di verde accostato in punta e in alto da 2 gigli di argento in palo su azzurro e attraversante 3 mosche in banda viste di dorso al naturale (citato in LEOM) |
|        | Mosconi (Leffe, Bergamo, Gandino) Stemma antico ("arma vetus de Mosconibus"): 2 leoni controrampanti di oro tenenti un cuore di rosso infiammato di rosso tutto su azzurro (MS, citato in Mosconi, Giovanna Capoferri. I Mosconi Loraz - Imprenditori di Leffe. Corponove, 2013) |
|        | Mosconi de Fugaroli (Verona) 2 leoni controrampanti di oro tenenti una torcia di argento infiammata di rosso caricata di una mosca al naturale vista di dorso tutto su azzurro - aquila bicipite di nero coronata su ambo le teste di oro su oro (citato in LEOM) |
|        | Mossa (Sardegna) Pesci (citato in DAlena) |
|        | Mossa (Cagliari) cavallo bardato al naturale su terrazzo di verde su scudetto circolare di argento su - elmo di acciaio al naturale di profilo pennacchiato di rosso su oro - sole di oro su azzurro - 3 pesci al naturale uscenti da mare di argento fluttuoso di verde su azzurro - 3 pignatte (caldaie) di nero su oro poste 1,2 (citato in LEOM)                                                                            |
|        | Mossetto (Torino ?) Troncato, d'argento e mareggiato d'argento e d'azzurro, alla fascia di rosso, carica di un leone passante d'oro, attraversante sulla partizione, con il capo d'azzurro, carico di tre stelle d'oro, ordinate in fascia Motto: Angelis suis mandavit de te (citato in (28)) |
|        | Mossi o De Mosso (Livorno Vercellese, Casale, Mosso, Biella, Vercelli) Titolo: marchesi di Morano, Penango e Cioccaro, Torrione; conti di Conzano; signori di Mosso; consignori di Bolgaro, Colcavagno, Livorno, Terruggia D'oro, al drago linguato, unghiato di rosso, coronato di nero, sulla vetta di un monte di tre cime, il tutto di verde (citato in (28))                                                               |
|        | Mosso o De Mosso (Mosso, Biella, Vercelli) Di rosso, al leone d'oro, con la fascia d'azzurro, attraversante, carica di cinque stelle d'oro, con il capo d'azzurro, cucito, carico di un giglio d'oro, accostate da due rose d'argento, bottonate d'oro Motto: Motu semper fideli (citato in (28)) |
|        | Mosso o De Mosso (Mosso, Biella, Vercelli) D'argento, al leone al naturale, con la fascia di rosso, carica di cinque stelle d'oro, attraversante, con il capo d'oro, carico di un palo d'azzurro, sormontato da un giglio d'oro, e accostato da due rose di rosso, bottonate del campo Motto: Motus semper fidelis (citato in (28))                                                                                             |
|        | Mostardini o Satanassi (Firenze) leone rampante di oro su azzurro - giglio fiorito di rosso in alto a sinistra su azzurro - albero su terrazzo e serpente accollato tutto al naturale su argento (citato in LEOM) |
|        | Mostardini Satanassi (Modigliana) Partito: nel 1° d'azzurro, al leone d'oro tenente con la branca anteriore destra un giglio di rosso; nel 2° d'argento, all'albero al naturale, terrazzato dello stesso e accollato al tronco da una biscia di verde (citato in (26)) |
|        | Mostaroli (Pistoia) D'oro, alla sbarra d'azzurro caricata di tre stelle a otto punte del campo, e accompagnata in capo da un crescente rivolto d'argento, e in punta da un uccello (colomba) d'argento posato su un rametto di verde, e tenente nel becco un altro rametto dello stesso; il tutto abbassato sotto il capo d'Angiò (citato in (26))                                                                              |
|        | Mosti (Benevento, Napoli, Roma) Titolo: patrizio di Benevento inquartato d'oro e azzurro (citato in (29)) |
|        | Mosti Estense Trotti o Trotti (Ferrara) aquila bicipite di nero coronata di oro su oro - azzurro pieno - aquila di argento coronata di rosso su azzurro - luna montante di argento giglio di oro su azzurro (citato in LEOM) |
|        | Mosti Estense Trotti o Trotti (Ferrara) scudetto troncato di oro e di azzurro l'oro caricato di una aquila di nero coronata di oro su - aquila di argento coronata di oro su azzurro (Este) - luna montante di argento sormontata da - giglio di oro su azzurro (citato in LEOM) |
|        | Mosti o Mosto o Musto o Da Mosto (Roma, Benevento, Napoli, Palermo, Venezia) inquartato di oro e di azzurro (citato in LEOM) |
|        | Mosto o Musto (Palermo) Titolo: marchese di Lungarini, barone di Ficarra, Signore di Brolo e Jannello inquartato d'oro e azzurro (citato in (29), in Mango e in (32)) Notizie storiche in Famiglie nobili di Sicilia. |

### Mot
| Stemma | Casato e blasonatura |
| ------ | --- |
|        | Mota (Asolo) D'azzurro alle cinque rose d'argento, ordinate tre, due, una (citato in DAlena) |
|        | Motezio ? (Casale ?) D'azzurro, al castello di rosso (?), (cucito), aperto del campo, poggiante su un monte di tre cime, di verde, accompagnato in capo da tre stelle, di [...], 2, 1, con il capo d'oro, carico di un'aquila di nero (citato in (28)) |
|        | Mottero (Cherasco) Di verde, al leopardo d'oro, tenente la zampa sinistra sopra la cima più alta di un monte di tre cime, di [...], movente dalla punta dello scudo (citato in (28)) |
|        | Mottola (Napoli, Catanzaro, Tropea) cavallo alato di argento preso per il morso da un braccio destro armato di oro uscente da sinistra su azzurro - 3 stelle (6 raggi) di oro poste in fascia in alto su azzurro (citato in LEOM) D'azzurro al Pegaso d'argento imbrigliato dello stesso e tenuto da un destrocherio armato d'oro. Il tutto accompagnato in capo da tre stelle d'oro in fascia (citato in BLCL) d'azzurro al cavallo alato d'argento infrenato per il freno dello stesso da un braccio armato d'oro, movente di destra, e tre stelle del medesimo ordinate in capo (citato in BLCL) Immagine e notizie storiche in Tropea Magazine. |
|        | Mottola d'Amato (Napoli, Catanzaro, Tropea) Titolo: nobile, col predicato di Amato d'azzurro al cavallo alato d'argento col freno tenuto da un braccio armato d'oro movente dal lato destro, sormontato da tre stelle d'oro (citato in (29)) |
|        | Mottula (Tropea) (LA) campum ceruleum et in medio adest in campo equus alatus volans (citato in BLCL) Notizie storiche in Tropea Magazine. |
|        | Mottula Braccio (Tropea) (la blasonatura non è stata ancora caricata) (citato in BLCL) Notizie storiche in Tropea Magazine. |
|        | Mottula Nomicisio (Tropea) (LA) a parte dextera suam familiam (Mottula), sinistra vero familiam Nomicisio (citato in BLCL) Notizie storiche in Tropea Magazine. |
|        | Mottula Pelliccia (Tropea) (la blasonatura non è stata ancora caricata) (citato in BLCL) Notizie storiche in Tropea Magazine. |

### Moy
| Stemma | Casato e blasonatura |
| ------ | --- |
|        | Moya o Moia (Pancalieri) Scaccato d'oro e di rosso, al capopalo d'azzurro, caricato nel punto del capo da un leone passante, sormontato da un sole, il tutto d'oro Motto: Intus for... (citato in (28))            |
|        | Moyo (Catanzaro) Di rosso alla sbarra d'argento sostenente una figura umana di carnagione nascente e accompagnata da due stelle d'oro: una nel cantone destro del capo e una in punta (citato in DAlena e in BLCL) |

### Moz
| Stemma | Casato e blasonatura |
| ------ | --- |
|        | Mozzapiede (Abruzzo) D'argento alla banda di rosso, sormontata da un piede mozzato d'uomo al naturale (citato in DAlena)                                                                                        |
|        | Mozzeschi (Pisa) Di..., all'albero sradicato di..., sinistrato da un cervo saliente di... (citato in (26)) |
|        | Mozzi o Mozzi della Scala (Firenze) Di rosso, alla croce di Tolosa d'oro (citato in (26)) (DE) In Rot 1 gefülltes goldenes Schlüsselringkreuz (citato in KHIF) (Immagine nella Raccolta stemmi Trippini (JPG).) |
|        | Mozzi del Garbo (Firenze) Inquartato: nel primo e nel quarto, d'argento alla croce d'azzurro, caricata di cinque stelle d'oro: nel secondo e nel terzo, di rosso alla croce d'oro traforata, vuota e pomettata  |
|        | Mozzi (Toscana) (DE) In Rot 1 gefülltes silbernes Schlüsselringkreuz (citato in KHIF) |
|        | Mozzoni (Milano, Varese) 3 aquile di argento coronate di oro su rosso poste 2,1 (citato in LEOM) |